# Byung-Chul Han
Byung-Chul Han (Pyong-Chol Han) (Seul, 1959) é um filósofo e ensaísta sul-coreano, professor da Universidade de Artes de Berlim. Ele estudou Filosofia na Universidade de Friburgo e Literatura Alemã e Teologia na Universidade de Munique. Em 1994, doutorou-se em Friburgo com uma tese sobre Martin Heidegger. Atualmente, é professor de Filosofia e Estudos Culturais na Universidade de Berlim e autor de uma dezena de ensaios de críticas à sociedade do trabalho e à tecnologia.

## Biografia
Byung-Chul Han nasceu em Seul. Em uma entrevista no Die Zeit semanal, ele disse que, apesar de crítico da tecnologia, está especialmente interessado nela, e que quando criança sempre brincava com rádios e dispositivos elétricos, mas no final optou por estudar metalurgia na Universidade da Coréia. Abandonou a escola depois de causar uma explosão em sua casa enquanto trabalhava com produtos químicos. Chegou na Alemanha aos 26 anos sem conhecer alemão ou ter lido quase nada sobre filosofia.  Em outra entrevista, explicou:
No final dos meus estudos [metalúrgicos] me senti um idiota. Eu realmente queria estudar algo literário, mas na Coréia não podia mudar meus estudos, nem minha família teria permitido. Eu não tinha escolha a não ser sair. Menti para meus pais e me estabeleci na Alemanha, embora mal conseguisse me expressar em alemão. […] eu queria estudar literatura alemã. De filosofia, eu não sabia de nada. Descobri quem eram Husserl e Heidegger quando cheguei a Heidelberg. Eu, sendo romântico, fingi estudar literatura, mas li muito devagar, então não pude fazê-lo. Eu mudei para a filosofia. Para estudar Hegel, a velocidade não é importante. Basta ler uma página por dia.
Ele estudou filosofia na Universidade de Friburgo e literatura e teologia alemã na Universidade de Munique. Em 1994, recebeu seu doutorado em Friburgo com uma tese sobre Martin Heidegger. Em 2000, ingressou no Departamento de Filosofia da Universidade de Basileia, onde completou sua qualificação. Em 2010, tornou-se membro da faculdade Staatliche Hochschule für Gestaltung Karlsruhe, onde suas áreas de interesse eram a filosofia dos séculos XVIII, XIX e XX, ética, filosofia social, fenomenologia, antropologia cultural, estética, religião, teoria da mídia e filosofia intercultural. Desde 2012, é professor de estudos de filosofia e estudos culturais na Universidade de Artes de Berlim (UdK), onde dirige o Studium Generale, ou programa de estudos gerais.
Han é autor de dezesseis livros, dos quais alguns são sobre o que chama de "sociedade do cansaço" (Müdigkeitsgesellschaft) e "sociedade da transparência" (Transparenzgesellschaft), e sobre seu conceito de shanzhai, neologismo que busca identificar os modos de desconstrução nas práticas contemporâneas do capitalismo chinês.
O trabalho de Han também se concentra na "transparência" como uma norma cultural criada pelas forças neoliberais do mercado, que ele entende como o insaciável impulso à divulgação voluntária de todos os tipos de informações que envolvem pornografia. Segundo Han, os ditames da transparência impõem um sistema totalitário de abertura às custas de outros valores sociais, como vergonha, sigilo e confidencialidade.
Por um tempo, Han se recusou a dar entrevistas de rádio e televisão e raramente divulgava publicamente seus dados biográficos ou pessoais, incluindo sua data de nascimento. Ele desenvolveu sua própria fórmula de resistência política: não tem smartphone, não faz turismo, apenas ouve música analógica, não trata seus alunos como clientes e passa tempo cultivando seu jardim.

## Trabalho

### A Sociedade do Cansaço
Em seu trabalho A Sociedade do Cansaço, (título original em alemão: Müdigkeitsgesellschaft), Han caracteriza a sociedade atual como um cenário patológico de distúrbios neurais, como depressão, transtorno de déficit de atenção e hiperatividade, transtorno de personalidade limítrofe e exaustão (burnout). Ele afirma que essas não são "infecções", mas "ataques cardíacos", que não são causados por um fenômeno negativo da imunologia nas pessoas, mas por um "excesso de positividade".

### A Agonia de Eros
A Agonia de Eros (título original: Agonie des Eros) desenvolve o pensamento do autor já refletido no livro citado e em The Society of Transparency (em alemão: Transparenzgesellschaft), também direcionando a atenção para questões como relacionamentos humano, desejo e amor. Baseado em uma análise esclarecedora dos personagens do filme de Lars von Trier, Melancholia, em que Han vê depressão e superação, ele desenvolve em sua forma discursiva usual a imagem de uma sociedade cada vez mais dominada pelo narcisismo e pela auto-referência.. O diagnóstico de Han se estende até ao que ele chama de "perda do desejo", o desaparecimento da capacidade de se dedicar ao "outro", o estranho, o não-eu. Nós giramos em torno de nós mesmos, restringimos a nós mesmos, incapazes de construir relacionamentos com os outros. Até o amor e a sexualidade permeiam essa mudança: socialmente, sexo, pornografia e exibicionismo estão substituindo o amor, o erotismo e o desejo aos olhos do público. A abundância de positividade e auto-referência leva a uma perda de interação. O pensamento, segundo Han, é baseado na "não oposição", no desejo de algo que ainda não se entende. É altamente conectado a Eros, tornando a agonia de Eros (título do seu trabalho) também é uma "agonia do pensamento". Nem tudo deve ser entendido e deve "gostar", nem tudo deve estar disponível.

### Topologia da violência
Em Topology of Violence (título original: Topologie der Gewalt), o autor continua sua análise alarmante de uma sociedade à beira do colapso que começou com The Society of Fatigue. Ele se concentra na relação entre violência e individualidade, mostrando que, apesar da tese geral de seu desaparecimento, a violência apenas mudou sua maneira de se mostrar e opera de maneiras mais sutis. A violência na forma de guerra dá lugar a outro, anônimo, "subjetivado" e sistêmico, que não é revelado à medida que se funde com sua liberdade antagonista.
Por meio de Sigmund Freud, Walter Benjamin, Carl Schmitt, Richard Sennett, René Girard, Giorgio Agamben, Deleuze/Guattari, Michel Foucault, Michel Serres, Pierre Bourdieu e Martin Heidegger, Han adota seu próprio conceito de violência, que ele define como funcionando na individualidade livre. Motivados pela demanda única de perseverar e não fracassar, bem como pela ambição de eficiência, nos tornamos renunciantes e sacrifícios ao mesmo tempo, entrando em um redemoinho de limitação, auto-exploração e colapso. O lúcido estudo de Han sobre a violência oferece muitas idéias pouco ortodoxas e não tem medo de criticar o senso comum sobre a concepção moderna da sociedade em liberdade, individualidade e realização pessoal, trazendo à tona o lado obscuro do assunto.
Em um artigo sobre esse autor do jornal El País, algumas de suas declarações são citadas:
No entanto, a sedução não pode ser confundida com a compra. “Penso que não apenas a Grécia, mas também a Espanha, estão em estado de choque após a crise financeira. O mesmo aconteceu na Coréia, após a crise asiática. O regime neoliberal instrumentaliza radicalmente esse estado de choque. E aí vem o diabo, que é chamado liberalismo ou Fundo Monetário Internacional, e dá dinheiro ou crédito em troca de almas humanas. Enquanto alguém ainda está em estado de choque, há uma neoliberalização mais severa da sociedade, caracterizada pela flexibilidade da mão de obra, forte concorrência,desregulamentação, demissões ». Tudo está sujeito ao critério de suposta eficiência, desempenho. E, no final, ele explica: “Estamos todos exaustos e deprimidos. A sociedade de fadiga da Coréia do Sul está agora em um estágio final mortal. ” Na realidade, toda a vida social se torna uma mercadoria, um espetáculo. A existência de qualquer coisa depende se ela é "exposta" anteriormente, de "seu valor de exposição" no mercado. E com isso «a sociedade exposta também se torna pornográfica. A exposição ao excesso transforma tudo em mercadoria. O invisível não existe, então tudo é entregue nu, sem segredo, para ser devorado imediatamente, como eu disse Baudrillard». E o mais sério: "A pornografia aniquila eros e o próprio sexo". A transparência exigida de tudo é um inimigo direto do prazer que uma certa ocultação exige, pelo menos um véu fino. A mercantilização é um processo inerente ao capitalismo que conhece apenas um uso da sexualidade: seu valor de exposição como mercadoria.
Em relação ao estado de desconforto permanente do homem moderno:
"A maneira de curar essa depressão é deixar o narcisismo para trás. Olhe para o outro, perceba sua dimensão, sua presença", diz ele. "Porque podemos procurar anticorpos contra o inimigo externo, mas não há uso de anticorpos contra nós mesmos". Para esclarecer o que ele sugere, ele se volta para Jean Baudrillard: o inimigo externo tomou a forma de um lobo primeiro, depois era um rato, depois se tornou um besouro e acabou sendo um vírus. Hoje, porém, «a violência, imanente ao sistema neoliberal, não destrói mais de fora o próprio indivíduo. Faz isso de dentro e causa depressão ou câncer». A internalização do mal é uma conseqüência do sistema neoliberal que alcançou algo muito importante: não precisa mais exercer a repressão porque foi internalizado. O homem moderno é ele mesmo o seu próprio explorador, lançado sozinho em busca do sucesso. Sendo este o caso, como podemos enfrentar os novos males? Não é fácil, ele diz. "A decisão de superar o sistema que nos induz à depressão não é algo que afeta apenas o indivíduo. O indivíduo não é livre para decidir se deseja ou não parar de ficar deprimido. O sistema neoliberal força o homem a agir como se fosse um empresário, concorrente do outro, unido apenas pela relação competitiva ".

### A Sociedade do Trabalho e Desempenho
Aqui aborda-se a crítica a generalização das pressões sobre o indivíduo, a quem é exigida uma atividade constante e ele exige, uma obrigação que acaba por mergulhá-lo na depressão. A sociedade que acolhe o ser humano deixa de existir e se torna uma sociedade de obrigação. A seguinte citação de seu trabalho Psicopolítica: Neoliberalismo e novas técnicas de poder exemplifica muito bem seu pensamento:
"Quem falha na sociedade neoliberal de desempenho se responsabiliza e envergonha, em vez de questionar a sociedade ou o sistema. Essa é a inteligência especial do regime neoliberal. (…) No regime neoliberal de auto-exploração, a pessoa dirige a agressão a si mesma. Essa auto-agressividade não torna o explorado revolucionário, mas depressivo.
Em sua obra A sociedade do cansaço, o autor aponta:
A sociedade do trabalho e desempenho não é uma sociedade livre. Produz novas obrigações. A dialética de mestre e escravo não leva, em última análise, àquela sociedade em que todos os que são aptos para o lazer são um ser livre, mas sim a uma sociedade de trabalho, na qual o próprio mestre se tornou escravo da trabalho. Nesta sociedade de obrigações, cada um carrega consigo seu campo de trabalho forçado. E o mais particular sobre este último é que há um prisioneiro e um guarda, uma vítima e um carrasco, ao mesmo tempo. Assim, alguém se explora, tornando possível a exploração sem domínio.
Em relação a esse tópico, em seu artigo "Por que a revolução não é possível hoje?" escreveu:
O neoliberalismo não pode ser explicado de uma maneira marxista. No neoliberalismo, mesmo a "alienação" do trabalho não ocorre. Hoje nos voltamos com euforia para a síndrome de Burnout [fadiga crônica, ineficácia]. O primeiro nível da síndrome é euforia. A síndrome de Burnout e a revolução são mutuamente exclusivas. Assim, é um erro pensar que a multidão derruba o império parasitário e estabelece a sociedade comunista. […] E o que acontece hoje com o comunismo? Compartilhamento e comunidade são constantemente evocados. A economia compartilhada deve suceder à economia de propriedade e posse.Compartilhar é cuidar, diz a máxima da empresa de Circler no novo romance de Dave Eggers, The Circle. […] Também na economia baseada na colaboração, predomina a dura lógica do capitalismo. Paradoxalmente, nesse belo "compartilhamento" ninguém dá nada voluntariamente. O capitalismo se concretiza no momento em que o comunismo é vendido como uma mercadoria. O comunismo como mercadoria: este é o fim da revolução.

### O perfume do tempo: um ensaio filosófico sobre a arte de permanecer
Neste trabalho, Byung reflete sobre a crise temporal contemporânea. Ele postula a atomização do tempo como o problema pós-moderno, não estamos mais diante da aceleração do tempo, mas de sua fragmentação, que o autor chama de dissincronia: cada momento é idêntico, monótono; não há significado e / ou significado. O tempo foge porque nada acaba, tudo é efêmero e passageiro. Mesmo a morte não acaba, é simplesmente concebida como um instante a mais. Assim, invalida a visão de morte de Nietzsche e Heidegger como a consumação de uma unidade significativa.
No entanto, ele também propõe que a possibilidade de recuperação dessa dissincronia gera a possibilidade de uma vida desprovida de teologia e teleologia, que ainda mantém seu próprio "aroma". A crise ao longo do tempo no pós-modernismo não precisa provocar um vazio temporário, mas para isso é necessária uma mudança, ou seja, que a vida ativa mais uma vez abraça a vida contemplativa.

### No Enxame
Neste trabalho, Byung analisa como a revolução digital, a internet e as redes sociais transformaram a própria essência da sociedade. Uma nova massa se formou: "o enxame digital": uma massa de indivíduos isolados, sem alma, sem ação coletiva, sem significado e sem expressão. A hipercomunicação digital destrói o silêncio e apenas percebe ruído atordoado e inconsistente. Nesse contexto, evita-se o questionamento da ordem estabelecida, assumindo de maneira discreta as características do sistema totalitarista.

### No Poder
Neste trabalho, Han enfrenta o caos teórico que existe em torno do conceito de poder, procurando uma "forma fundamental" que nos permita entender suas várias manifestações. Diferencia o poder coercitivo — instável e de baixa intermediação em relação ao outro sujeito — e o poder que opera a partir da liberdade do outro — muito mais estável e de alta intermediação. No entanto, em ambos os casos, ele reconhece uma forma única de poder que se caracteriza pela tentativa de continuar-se na outra.
A característica fundamental do poder é "ir além de si". Mas ir além de si mesmo, o sujeito do poder vai não ser abandonado ou é perdida. Ir além de si mesmo — e é assim que o poder vai — é ao mesmo tempo ir consigo mesmo.
Ele conclui que a única intermediação com o outro radicalmente diferente do poder é dada pela bondade. A bondade tem a capacidade de uma "etização do poder", na medida em que permite que o eu não precise se recuperar no outro:
(…) a etização do poder exige que o local transcenda sua tendência ipscentric, que ofereça espaços não apenas para aquele, mas também para o múltiplo e o marginal que concede, que seja movido por uma bondade original que para essa tendência, essa vontade de si mesmo (…) Um movimento diferente emana da bondade do que do poder. O poder, como tal, carece de abertura à alteridade.

### Sociedade paliativa: a dor de hoje
Em "Sociedade paliativa: a dor de hoje", Han aborda questões relativas à busca por positividade e a rejeição da dor pelo ser humano. Na sociedade paliativa, a única busca é pela sobrevivência, preservando o corpo daquilo que a ele é externo e que a ele pode afetar: a dor e o outro. O autor afirma que a dor é um elemento humano e que a luta por sobrevivência, aliada à supressão da negatividade, corre o risco de tirar das pessoas tudo aquilo que é humano, negativo, e que diz respeito à existência perante os outros. A contradição seria a necessidade de, em tempos de pandemia, lutar pela própria saúde para que se consiga fazer também com que os outros sobrevivam. É um afastamento da dor do outro em nome de sua supressão e da sobrevivência mútua entre a positividade de não sofrer e a negatividade da empatia.

## Temas
Han escreveu, entre outros tópicos, sobre depressão nervosa, transtorno de déficit de atenção e hiperatividade, transtorno de personalidade limítrofe, burnout, Internet, amor, cultura pop, poder, racionalidade, religião, mídia de massa, subjetividade, fadiga, astenia, transparência do ponto de vista social e comportamental e sobre a violência.

### Dataísmo
Em 2014, Byung afirmou em seu livro psicopolítica:
O Big Data deve liberar o conhecimento do consumo subjetivo. Assim, a intuição não representa uma forma superior de conhecimento. É algo meramente subjetivo, uma ajuda necessária que compensa a falta de dados objetivos. Em uma situação complexa, seguindo esse argumento, a intuição é cega. Até a teoria cai sob a suspeita de ser uma ideologia. Quando há dados suficientes, a teoria é supérflua. A segunda ilustração é tempo de conhecimento puramente orientado a dados. […] Dataísmo é mostrado como digitais dadaísmo. O dadaísmo também renuncia a uma estrutura de significado. A linguagem é completamente esvaziada de seu significado: «Os eventos da vida não têm começo nem fim. Tudo acontece de uma maneira idiota. Então, tudo é igual. A simplicidade se chama dadá». O dataísmo é niilismo. Renuncia totalmente ao significado. Os dados e os números não são narrativos, mas aditivos. O sentido, pelo contrário, reside em umanarração. Os dados preenchem o vazio de significado […] Em geral, o dataísmo adquire recursos libidinosos, e até pornográficos. Os dados copulam com dados. Assim, fala-se de "dados sexuais". Eles são "inexoravelmente digitais" e acham os dados "sexy". O dígito se aproxima do falo.

## Recepção da sua obra
Hoje, Han é considerado uma estrela no campo da filosofia e visto como sucessor de pensadores como Roland Barthes, Giorgio Agamben e Peter Sloterdijk.
Seu trabalho The Fatigue Society (Müdigkeitsgesellschaft) foi traduzido para mais de uma dúzia de idiomas. Alguns jornais coreanos apontaram o livro como o mais importante que apareceu em 2012.
Já para o crítico literário Magnus Klaue, os livros de Byung-Chul Han se assemelham a ensaística como "paródia perfeita" de Theodor W. Adorno. As frases de Han baseadas em reivindicações poderiam ser combinadas aleatoriamente e gerar tantos novos textos quanto desejado.

## Documentário
O documentário A sociedade da fadiga - Byung-Chul Han em Seul / Berlim foi filmado pela artista plástica Isabella Gresser, que acompanhou o filósofo durante suas visitas a Seul entre 2012 e 2014. Gresser entrelaça as observações cinematográficas, fotográficas e desenhadas que ele fez na Coréia com o texto falado de Byung-Chul Han, fragmentos de palestras e outros materiais, como uma entrevista com o diretor e produtor coreano Park Chan-Wook ou gravações de monges de um templo budista. Um tema central do documentário é o do caminhante, e a parte de Berlim está ligada ao filme Der Himmel über Berlin (O céu sobre Berlim), escrito por Wim Wenders e Peter Handke, em que Byung-Chul Han orienta o espectador através das intimidades de seu bairro e de suas peculiaridades nostálgicas indígenas.